# Leszczyny (Bielsko-Biała)
Leszczyny (niem. Nussdorf) – dzielnica zwyczajowa Bielska-Białej oraz obejmująca ją jednostka pomocnicza gminy. Znajduje się w prawobrzeżnej części miasta pomiędzy Osiedlem Grunwaldzkim a Mikuszowicami, historycznie była przysiółkiem Lipnika. W 2017 zamieszkiwało ją 5829 osób.

## Położenie
Granice osiedla (jednostki pomocniczej gminy) Leszczyny wyznaczają:
- na zachodzie: rzeka Biała – granica z Żywieckim Przedmieściem (w ramach osiedla Bielsko Południe) i Kamienicą
- na północy: linia prosta na północ od zakładów BEFADO, linia kolejowa nr 139, ulica Gałczyńskiego, Poniatowskiego, Żywiecka i Łagodna, nieregularna linia zbliżona do przebiegu ulicy Akademii Umiejętności i Dobrej oraz biegnąca na południe od Szkoły Podstawowej nr 33 i następnie od skrzyżowania z Zygmunta III Wazy ponownie ulica Łagodna – granica z Osiedlem Grunwaldzkim i Złotymi Łanami
- na wschodzie: linia prosta biegnąca na wschód od ulicy Brackiej i Jeździeckiej w pobliżu drogi ekspresowej S1 (obwodnicy wschodniej) – granica ze Straconką
- na południu: ulica Wczasowa, linia kolejowa nr 139 (przystanek Bielsko-Biała Leszczyny jest podzielony) i ulica Piaskowa – granica z Mikuszowicami Krakowskimi

Niemal cały ten obszar wchodzi w skład obrębu ewidencyjnego Lipnik, z wyjątkiem kilku parcel przy ulicy Wczasowej przynależnych do Mikuszowic Krakowskich oraz terenu w zakolu Białej, na którym leży jednostka wojskowa, część Gemini Parku i dawne zakłady APENA – jako niegdysiejsza prawobrzeżna enklawa Bielska należy on do obrębu Żywieckie Przedmieście.

## Historia

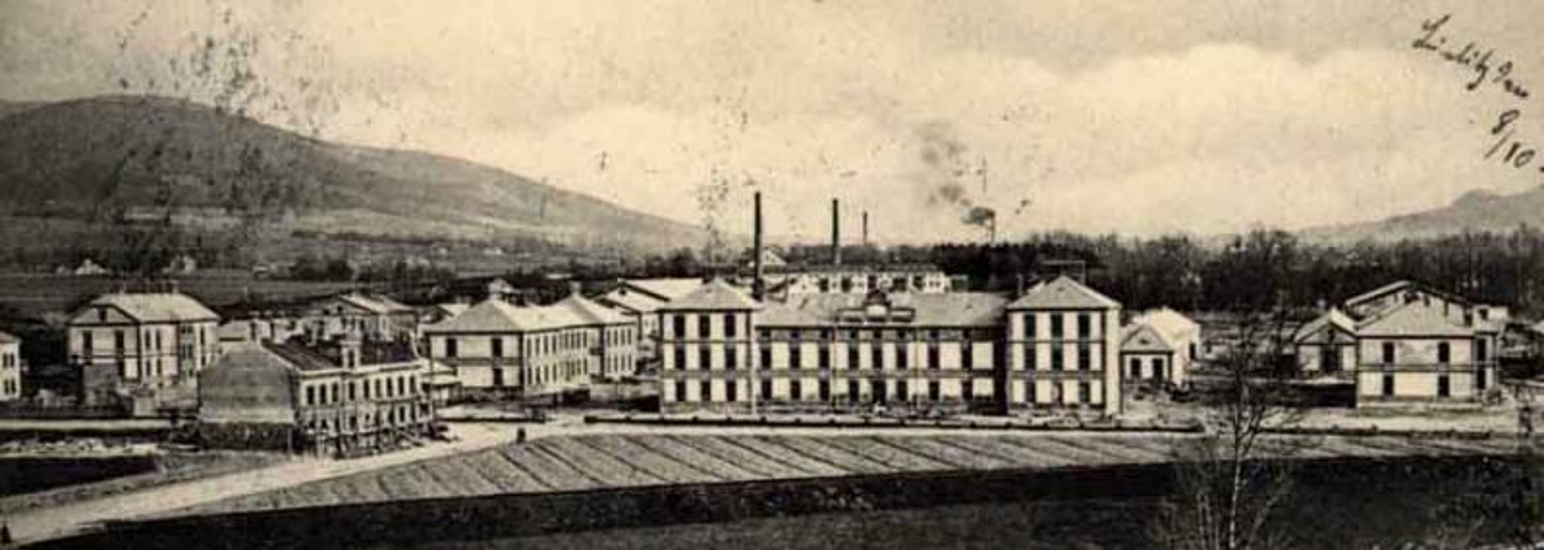
Koszary c.k. kawalerii w 1904

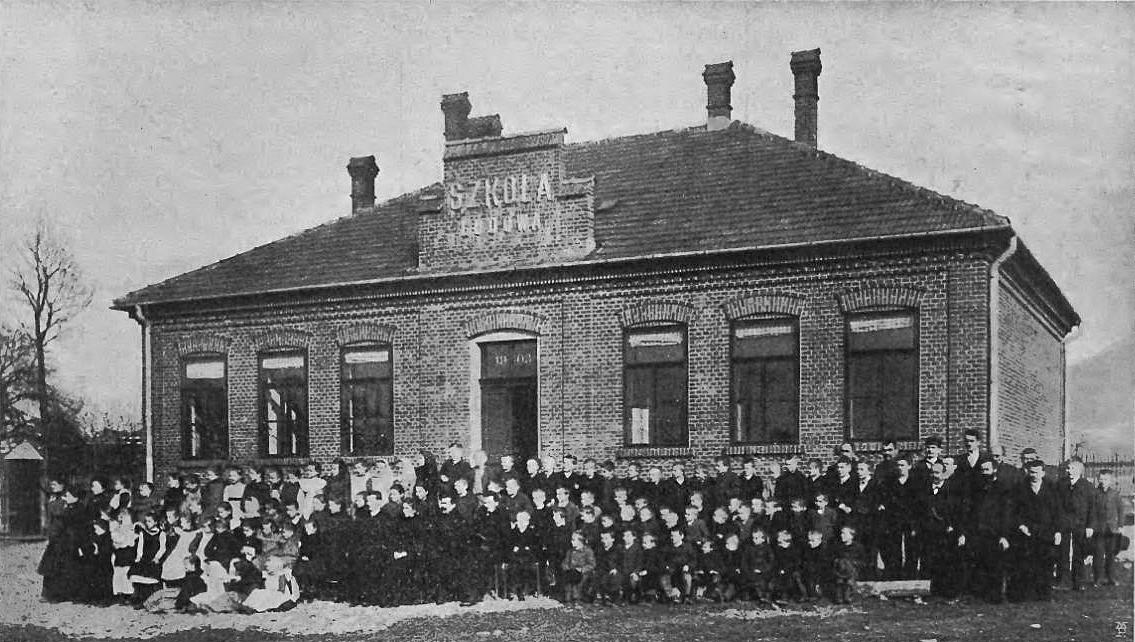
Szkoła Towarzystwa Szkoły Ludowej w 1906

Leszczyny powstały jako przysiółek wsi Lipnik. W 1815 składały się z trzynastu domów skoncentrowanych w rejonie dzisiejszego skrzyżowania ulic Prusa i Żywieckiej. Ta druga powstała w obecnym kształcie jako tzw. szosa cesarska łącząca Białą i Żywiec w latach 1818–1820, zastępując starą drogę na Żywiec tworzoną przez dzisiejszą ulicę Leszczyńską. Według parafialnego spisu ludności z 1825 mieszkało na Leszczynach 165 osób. Do roku 1843 liczba mieszkańców wzrosła do 230, a do 1869 do 408 w 22 budynkach. W 1845 Franz Ludwig Strzygowski nabył młyn w zachodniej części Leszczyn, przy rzece Białej, i z wykorzystaniem jego zabudowań założył fabrykę włókienniczą, której kontynuacją były później Zakłady Przemysłu Wełnianego WELUX. Do postaci fabrykanta nawiązuje do dziś nazwa nadrzecznego Parku Strzygowskiego. 
W 1878 uruchomiono linię kolejową Bielsko – Żywiec przebiegającą przez Leszczyny. W 1900 przysiółek liczył 774 mieszkańców. W 1901 otwarta została filia niemieckiej szkoły podstawowej, a rok później polska placówka Towarzystwa Szkoły Ludowej. W 1902 zaczyna się też budowa koszar c. k.kawalerii (współcześnie zajmowane przez 18 Batalion Powietrznodesantowy) w zakolu rzeki Białej, na obszarze, który stanowił wtedy prawobrzeżną enklawę bielskiego Żywieckiego Przedmieścia, a dziś należy do osiedla samorządowego Leszczyny i jest zwyczajowo postrzegany jako część tej dzielnicy.
W 1925 Leszczyny zostały wraz z całą gminą Lipnik włączone w skład miasta Biała Krakowska, w tym czasie były zamieszkiwane przez 889 osób w 61 budynkach. Rozpoczął się okres intensywnej urbanizacji zapoczątkowany wytyczyniem po obu stronach ulicy Żywieckiej nowych kwartałów pod zabudowę jednorodzinną. Wybudowana też została kolonia robotnicza leszczyńskiego Kółka Rolniczego. Założone w międzywojniu na północnych peryferiach dzielnicy, przy dzisiejszej ulicy Sempołowskiej, olejarnia i fabryka kapeluszy dały początek późniejszym Zakładom Tłuszczowym BIELMAR oraz Bielskim Zakładom Obuwia BEFADO. 
Po II wojnie światowej dzielnica rozwinęła się w kierunku południowym i wschodnim. Po północnej stronie ulicy Górskiej powstało w „czynie społecznym młodzieży socjalistycznej” tzw. osiedle Młodości. Zagospodarowano też brzegi potoku Straconka, wzdłuż których powstała strefa rekreacyjna nazywana Bulwarami Straceńskimi lub Bulwarami Młodości. Wybudowane w latach 70. XX wieku wielkopłytowe osiedle Złote Łany płynnie przechodzi w zabudowę Leszczyn. Nieduże osiedle bloków powstało też w zachodniej części dzielnicy, wzdłuż ulicy Leszczyńskiej w sąsiedztwie rozbudowywanej Fabryki Aparatów Elektrycznych APENA, którą założono w 1948. Od 1951 r. Leszczyny weszły razem z Białą Krakowską w skład Bielska-Białej. W 1985 po kilkunastu latach budowy i zmianie pierwotnego przeznaczenia (miał to być hotel pracowniczy FSM) otwarto przy skrzyżowaniu ulic Żywieckiej i Łagodnej orbisowski hotel Magura (obecnie Ibis Styles, budynek ma formę ośmiopiętrowego wysokościowca). W latach 1982–1990 wybudowano w miejscu dawnej kaplicy z lat 20. przy ulicy Straconki nowy katolicki kościół parafialny pod wezwaniem Chrystusa Króla.

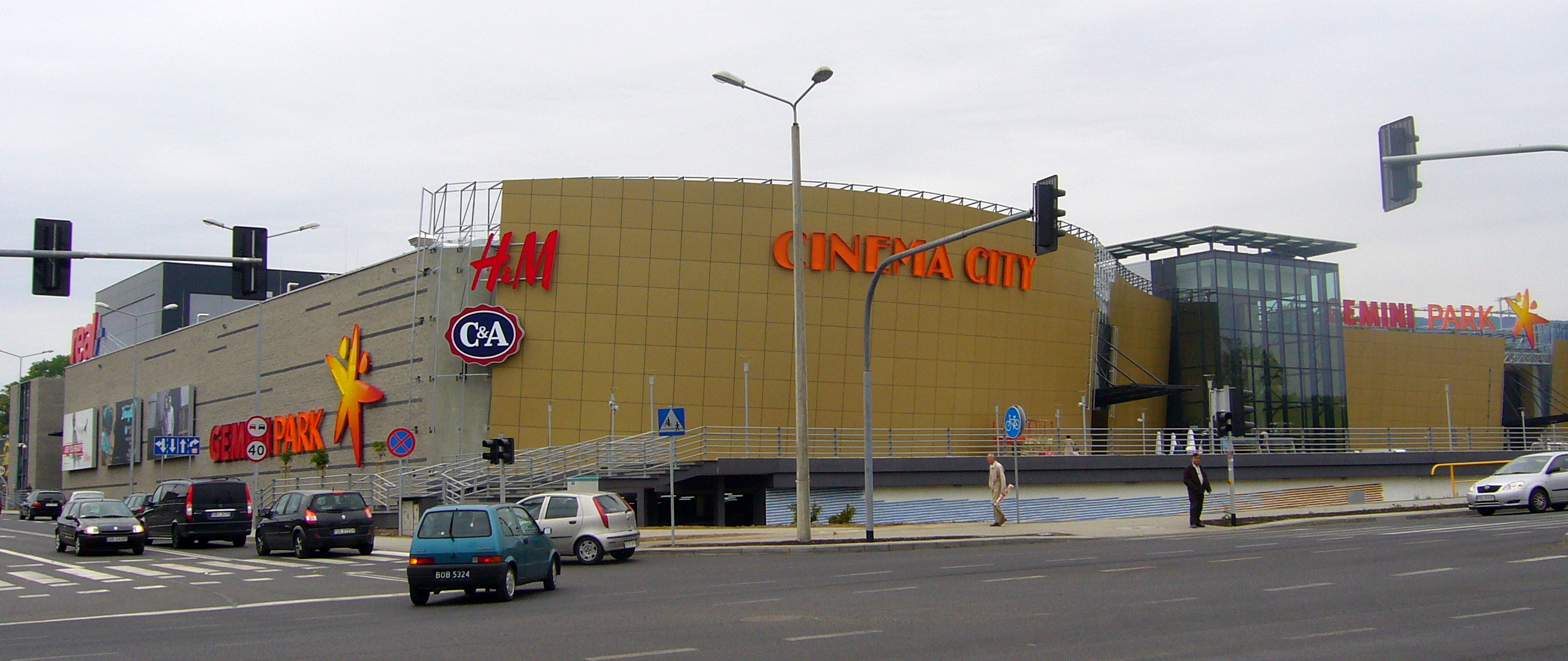
Gemini Park w pierwotnym kształcie (przed rozbudową w latach 2012–2014)

Wyraźnym przekształceniem układu komunikacyjnego i przestrzennego Leszczyn była budowa w latach 2000–2002 ulicy Bora-Komorowskiego, która połączyła skrzyżowanie przy Magurze z lewobrzeżną częścią miasta poprzez nowy most na Białej. W 2009 otwarto przy niej, w miejscu zlikwidowanych zakładów włókienniczych WELUX, centrum handlowo-rozrywkowe Gemini Park. W tym samym roku po sąsiedzku oddano do użytku nową siedzibę bielskiej straży pożarnej.

## Galeria

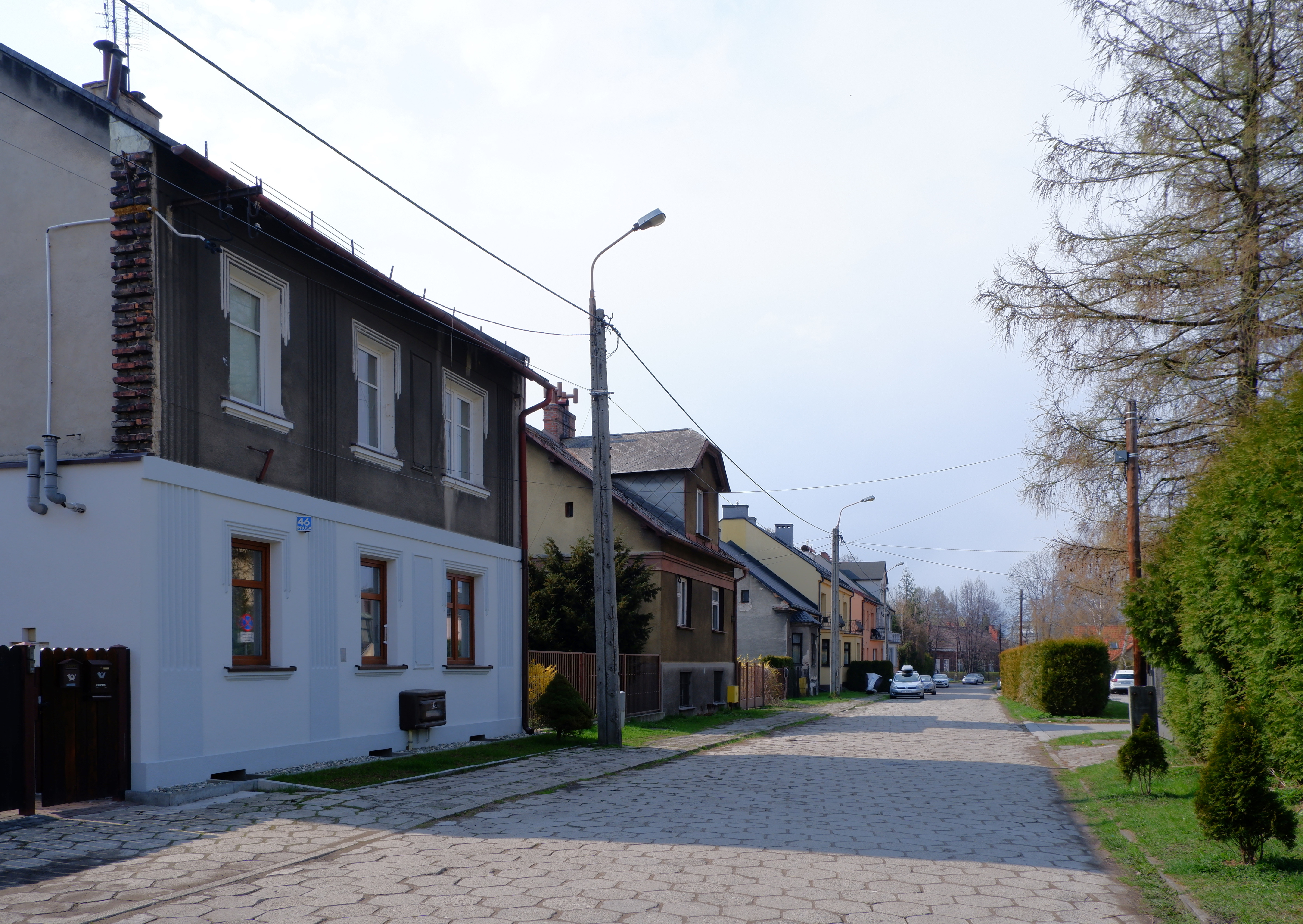
Ulica Prusa – zabudowa z okresu międzywojennego
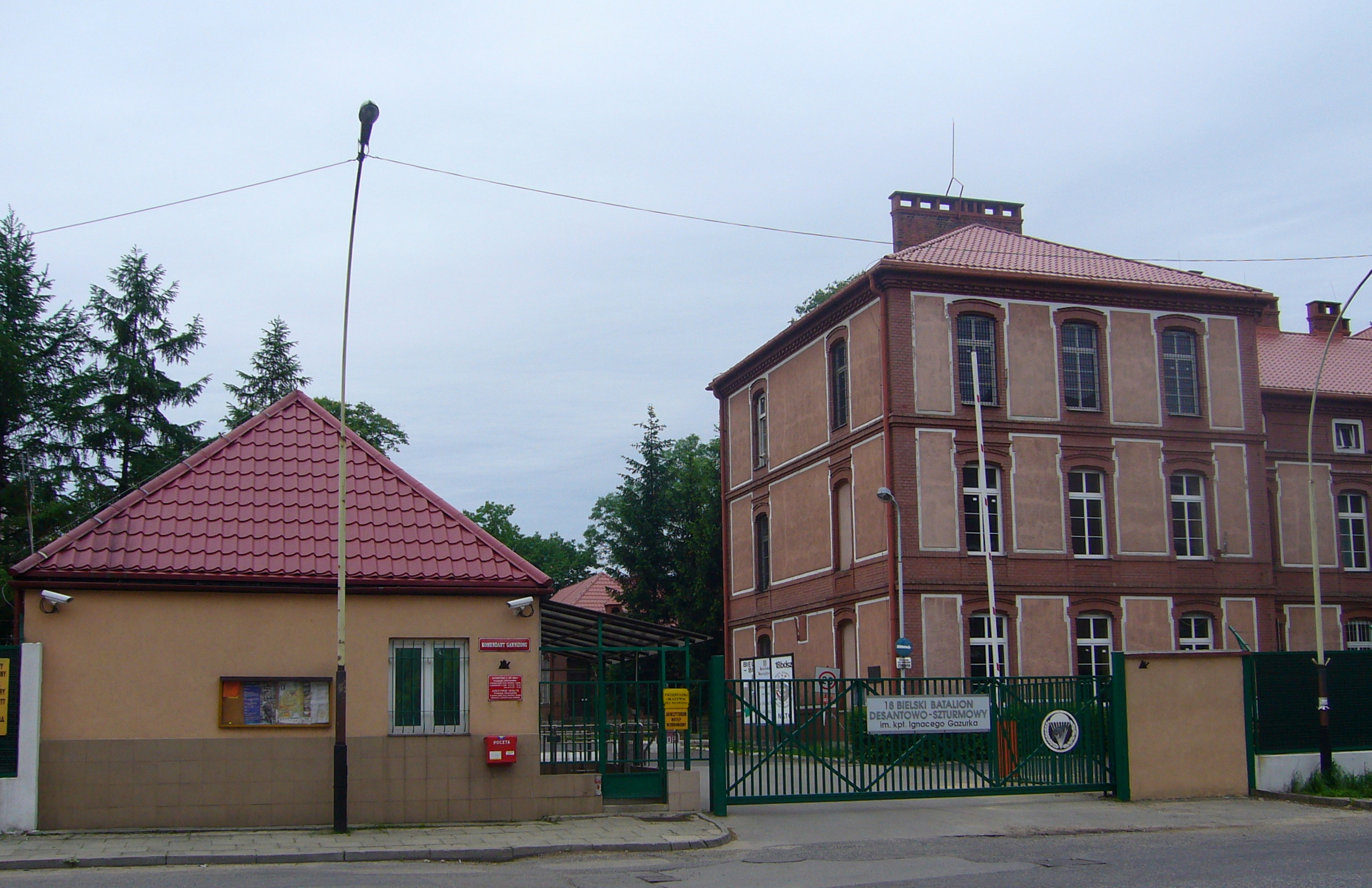
Wjazd do jednostki wojskowej
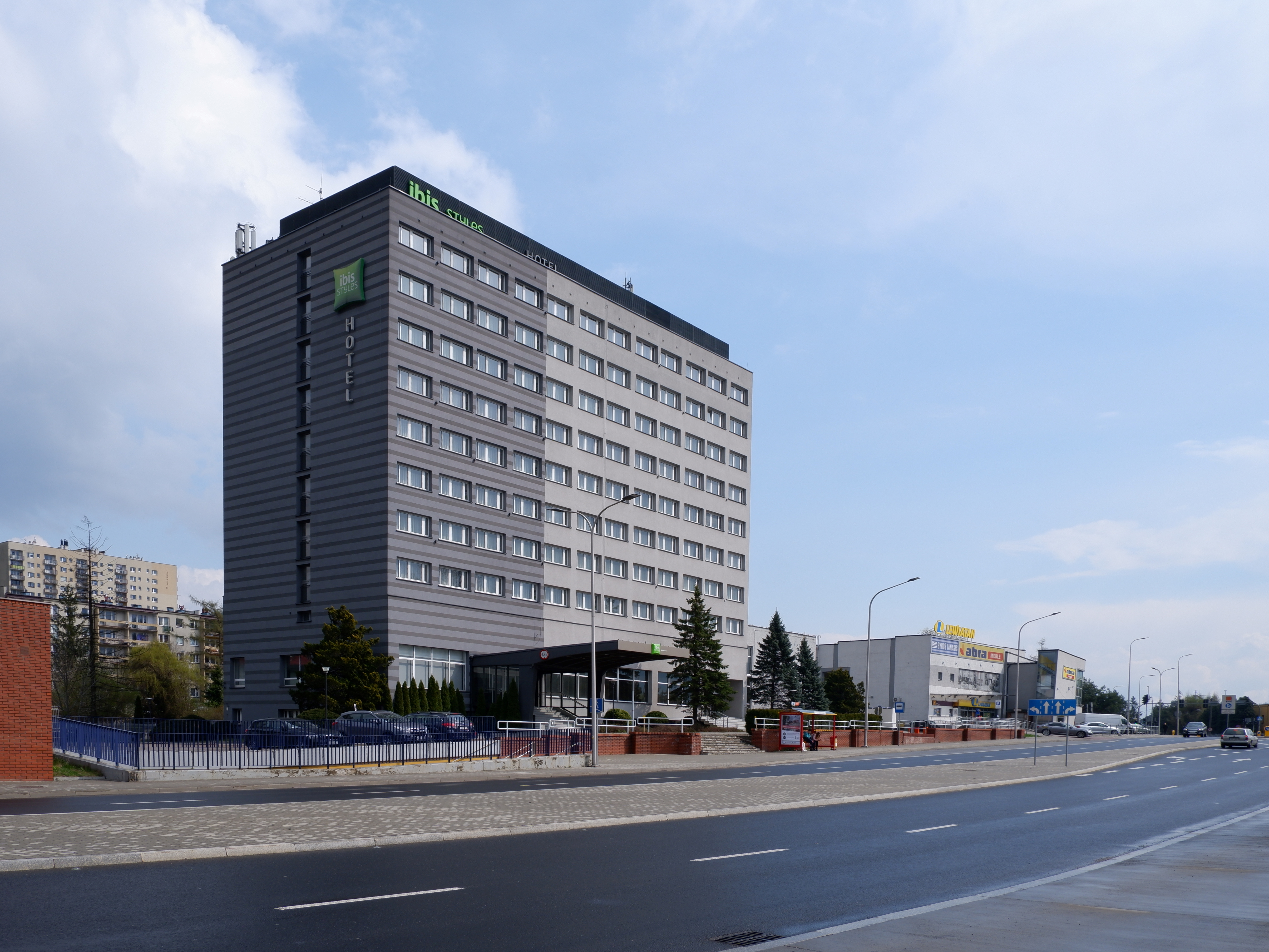
Hotel Ibis Styles (dawna Magura)
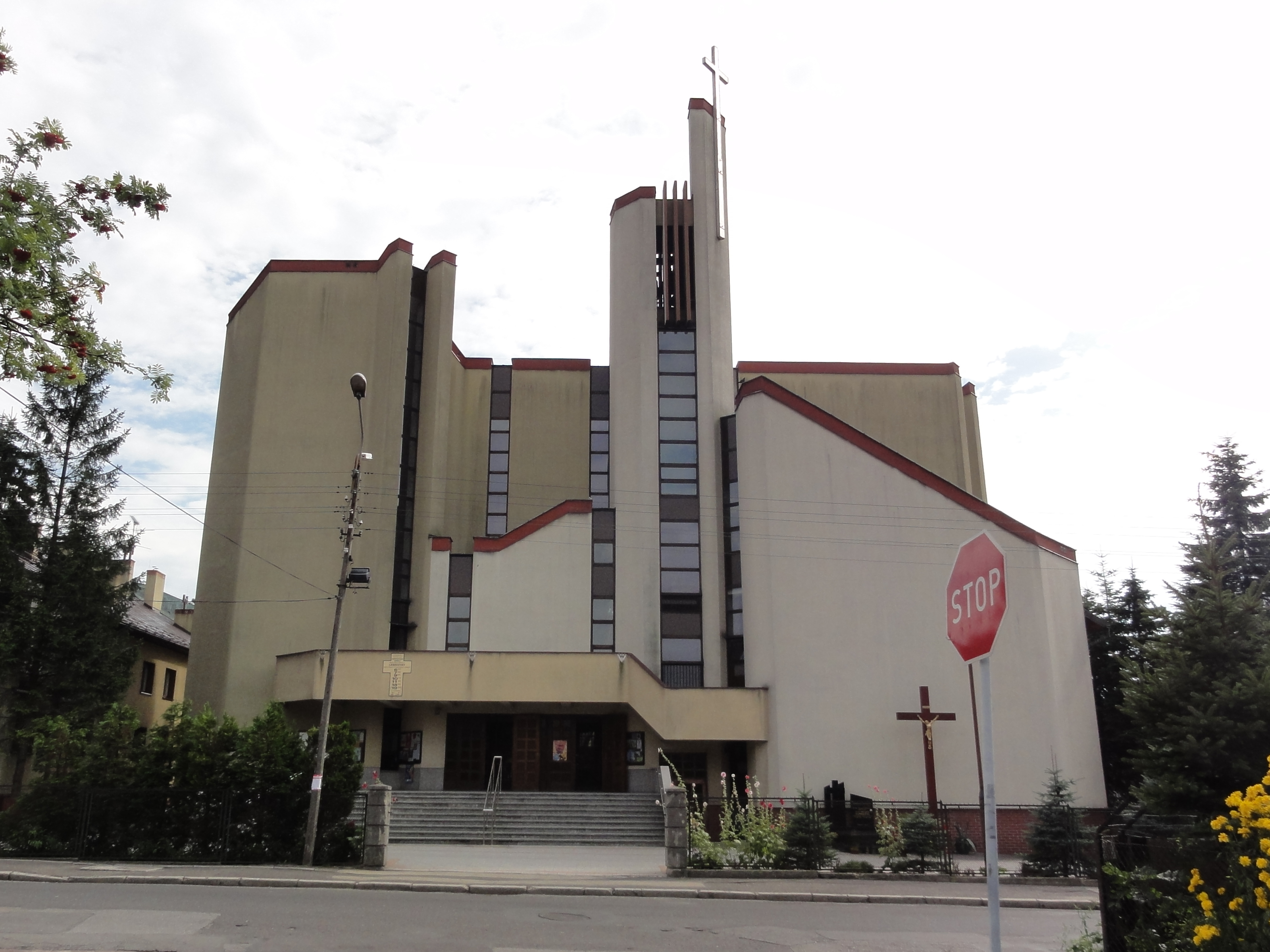
Kościół Chrystusa Króla
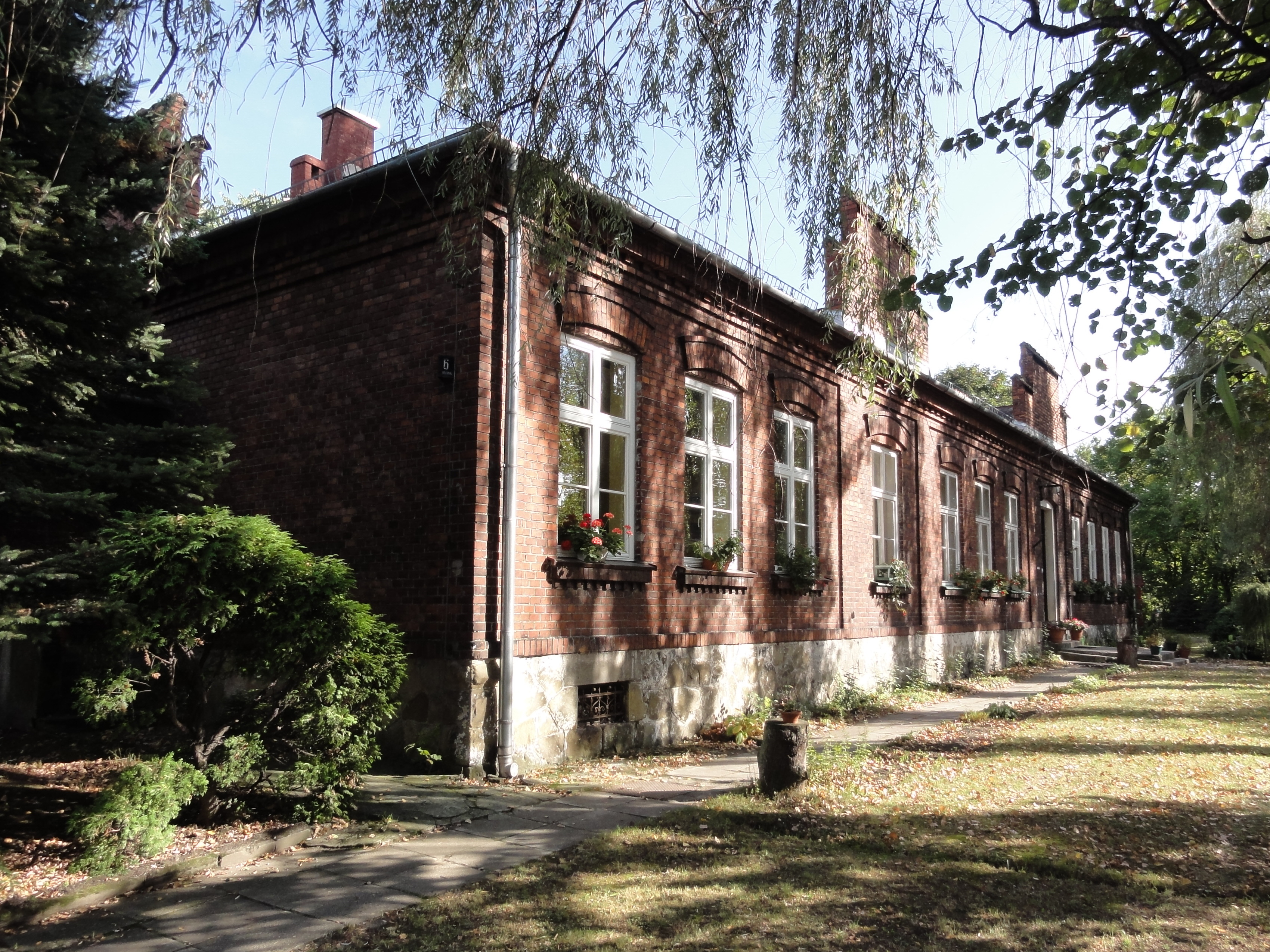
Przedszkole nr 6 – dawna szkoła TSL
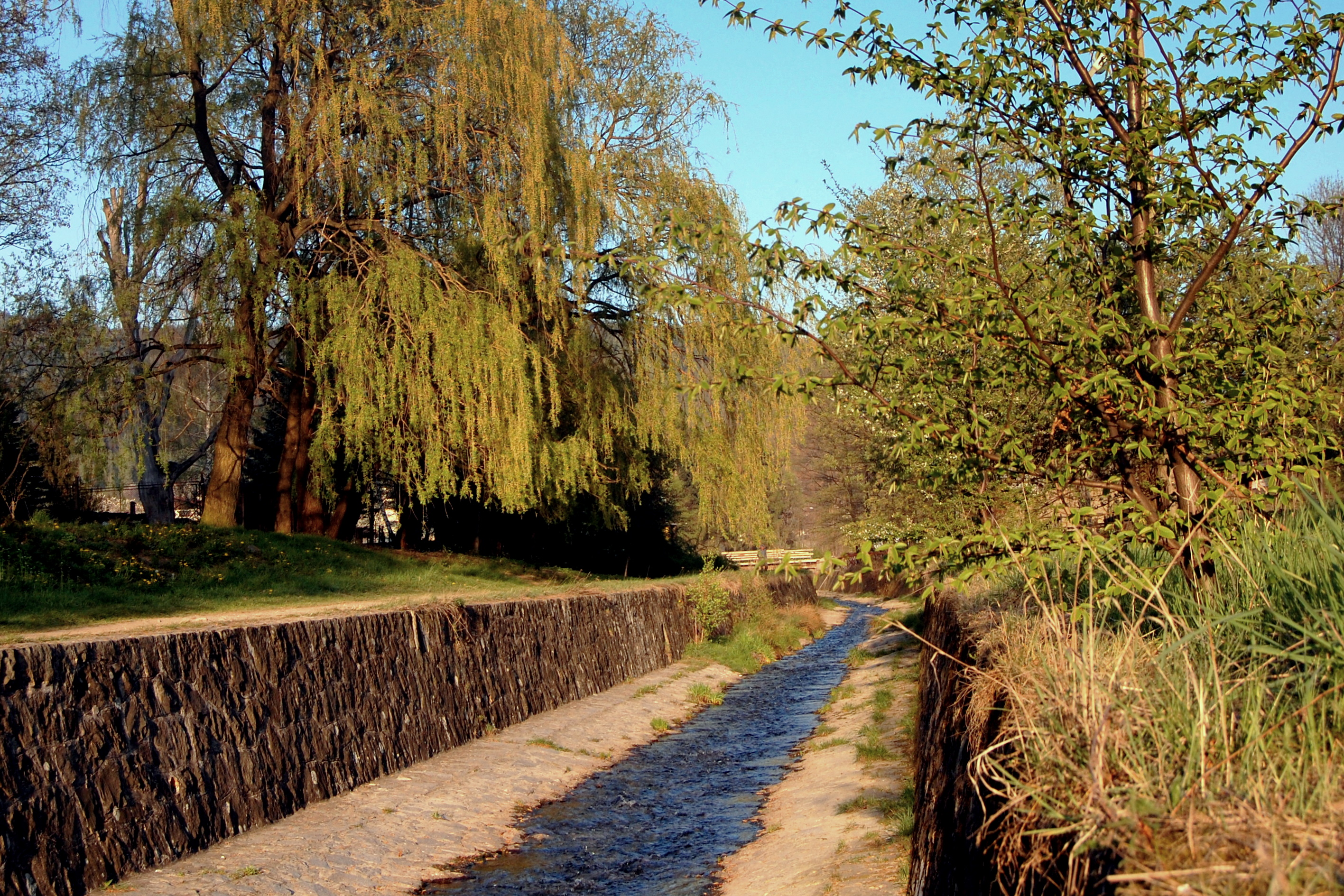
Potok Straconka